# 月見町 (春日井市)
月見町（つきみちょう）は愛知県春日井市中南部にある町名。丁番を持たない単独町名である。

## 地理
- 南部を弥生町・杁ケ島町、北部と西部を鳥居松町、東部を八事町と隣接している。

### 河川
- 地蔵川 ： 町の南部を東西に西流。

## 歴史

### 沿革
- 1948年（昭和23年） - 春日井市和爾良の一部をもって成立[1]。
- 1973年（昭和48年） - 上条町・八事町・弥生町との境界変更を行う[1]。

## 世帯数と人口
2019年（平成31年）4月1日現在の世帯数と人口は以下の通りである。
| 町丁   | 世帯数  | 人口    |
| ------ | ------- | ------- |
| 月見町 | 548世帯 | 1,190人 |

### 人口の変遷
国勢調査による人口の推移
| 1995年（平成7年）  | 1,330人 | [ 6 ]  |  |
| 2000年（平成12年） | 1,265人 | [ 7 ]  |  |
| 2005年（平成17年） | 1,192人 | [ 8 ]  |  |
| 2010年（平成22年） | 1,206人 | [ 9 ]  |  |
| 2015年（平成27年） | 1,160人 | [ 10 ] |  |

## 学区
市立小・中学校に通う場合、学区は以下の通りとなる。また、公立高等学校に通う場合の学区は以下の通りとなる。
| 番・番地等 | 小学校                 | 中学校               | 高等学校 |
| ---------- | ---------------------- | -------------------- | -------- |
| 全域       | 春日井市立鳥居松小学校 | 春日井市立柏原中学校 | 尾張学区 |

## 交通

### 最寄り駅
- JR中央本線 春日井駅

## 施設
- 春日井市立鳥居松小学校
- 月見幼稚園
- 月見町公会堂

## その他

### 日本郵便
- 郵便番号 : 486-0835[4]（集配局：春日井郵便局[13]）。